# أندي سميث (لاعب كرة قدم)
أندي سميث (بالإنجليزية: Andy Smith)‏ (و. 1968  م) هو لاعب كرة قدم، من المملكة المتحدة، ولد في أبردين، يلعب كمهاجم.

## روابط خارجية
- أندي سميث على موقع قاعدة بيانات كرة القدم.إي يو (الإنجليزية)
- أندي سميث على موقع Soccerbase.com (لاعب) (الإنجليزية)